# Levínská Olešnice
Levínská Olešnice é uma comuna checa localizada na região de Liberec, distrito de Semily.